# Ланкастерская война
Ланкастерская война (1415—1453) — третий этап Столетней войны, начавшийся в 1415 году высадкой английской армии во главе с Генрихом V Ланкастером в норманнском порту Аффлёр и закончившийся в 1453 году захватом французами Бордо. Он последовал за длительным периодом мира после окончания Каролинской войны в 1389 году.

## Предыстория
В конце XIV века во Франции начался новый конфликт между французским королём Карлом VI Безумным, его кузеном Жаном Бургундским Бесстрашным, и его братом, Людовиком Орлеанским. После убийства Людовика Арманьяки, люди, противостоявшие Жану Бесстрашному, захватили власть. Обе стороны хотели призвать на помощь английские войска. Однако английская армия не могла помочь ни одной из сторон, поскольку в самой Англии вспыхнули восстания в Ирландии и Уэльсе. Большую часть своего правления английский король Ричард II провёл в борьбе с Ирландией. Ко времени прихода к власти Генриха IV проблема Ирландии не была решена. Также в это время вспыхнуло восстание в Уэльсе под руководством Оуайна Глиндура. В течение нескольких лет Уэльс фактически был самостоятельным государством. Это восстание было окончательно подавлено в 1415 году. Воспользовавшись сменой королей в Англии, шотландцы вторглись на её территорию. Однако английские войска быстро перешли в контрнаступление и разгромили шотландцев в битве при Хомильдон-Хилле в 1402 году. Вслед за этими событиями граф Генри Перси поднял восстание против короля, которое вылилось в долгую и кровопролитную борьбу, завершившуюся лишь к 1408 году. Помимо восстаний Англия в эти годы пережила набеги французских войск и скандинавских пиратов, которые нанесли тяжёлый удар по английскому флоту и английской экономике. В связи со всеми этими проблемами вмешательство в дела Франции было отложено до 1415 года.

## Война

### Начало войны

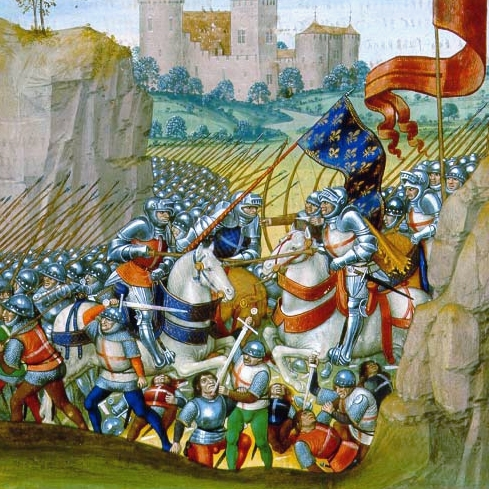
Битва при Азенкуре. Миниатюра из рукописи хроники Ангеррана де Монстреле 1495 г.

Английский король Генрих IV со времён вступления на престол строил планы по вторжению и завоеванию новых земель во Франции. Эти планы начал воплощать в жизнь его сын, Генрих V. В 1414 году он отказался вступать в союз с Арманьякам. В его планы входило возвращение территорий, которые принадлежали Англии при Генрихе II. В августе 1415 года английская армия высадилась близ Арфлёра и захватила город. Так начался третий этап Столетней войны.
Желая идти маршем до Парижа, король из осторожности избрал другой путь, который прилегал к оккупированному англичанами Кале. Однако в английской армии не хватало продовольствия, из-за чего впоследствии она перешла из наступления в оборону. Несмотря на неудачное начало кампании, в битве при Азенкуре 25 октября 1415 года англичане одержали решительную победу над превосходящими силами французов.

### Наступление английской армии
В ходе третьего этапа Столетней войны английская армия захватила большую часть Нормандии, включая Кан (1417) и Руан (1419). Заключив союз с герцогом Бургундским Филиппом III Добрым, который захватил Париж после убийства Жана Бесстрашного в 1419 году, за пять лет английский король подчинил себе примерно половину территории Франции. В 1420 году Генрих встретился на переговорах королём Карлом VI Безумным, с которым он подписал договор в Труа, согласно которому Генрих V объявлялся наследником Карла VI Безумного в обход законного наследника дофина Карла VII. После заключения договора, вплоть до 1801 года короли Англии носили также и титул королей Франции.
Однако вскоре во Францию высадилась шотландская армия, (лояльная к Франции) которая помогла Франции отвоевать некоторую часть территории. В 1421 году Джон Стюарт, граф Бьюкен разгромил численно превосходящую английскую армию в битве при Боже. Главнокомандующий английской армией и большинство высокопоставленных английских командиров погибло в сражении. Вскоре после этого поражения король Генрих V умер в Мо в 1422 году. Его единственный годовалый сын был быстро коронован королём Англии, но Арманьяки остались лояльными к сыну короля Карла VI Безумного, в связи с чем война продолжилась.
В 1423 году в битве при Краване уже франко-шотландские войска понесли тяжелые потери. В этой битве около 4 тыс. англичан сумели одержать победу над 12 тыс. франко-шотландской армией. В результате поражения французских войск была прервана связь между Пикардией и югом Франции. Территория, по-прежнему поддерживавшая законного короля, оказалась разделена. Поражение при Краване повлекло за собой ещё несколько проигранных битв.

### Начало партизанской войны
В октябре 1428 году английская армия осадила Орлеан. Атака французов на английский обоз с продовольствием у деревни Руврэ под Орлеаном вылилась в сражение, получившее в истории название «Битва селёдок» и закончившееся победой англичан под руководством рыцаря Джона Фастольфа. Во Франции эта крепость была стратегически важным объектом, который мог сыграть важную роль в судьбе страны. Поэтому после осады Орлеана началась массовая партизанская война в ряде северных областей страны — в Нормандии, Пикардии, Мэне. В отряды вступали крестьяне, горожане, рыцари. Английская армия не смогла подавить эти восстания.
Главной личностью в этой войне стала Жанна д’Арк, крестьянская девушка из деревни Домреми на границе Шампани и Лотарингии. Ей казалось, что именно она предназначена спасти свою страну от врага (в то время в народе ходил слух, что такая дева-героиня должна появиться). Когда распространились вести, что англичане осадили Орлеан, Жанна д’Арк отправилась к королю Карлу VII для освобождения осажденного города. С большим трудом девушке удалось убедить короля предоставить ей коня и сопровождение для перехода через Бурж — территорию, занятую бургундцами и англичанами. Она была принята королем с недоверием, однако он решил в конце концов удовлетворить её просьбу, поскольку в Орлеане распространился слух о деве-героине.
Именно появление Жанны д’Арк стало переломным моментом в войне. В результате массовой партизанской войны французская армия перешла из обороны в контрнаступление и почти полностью отвоевала земли, завоёванные англичанами в ходе войны.